# 哆囉滿省區
哆囉滿省區（西班牙語：Turoboan）是臺灣西班牙統治時期的三大省區之一，位於花蓮立霧溪口至秀姑巒溪口的海岸與縱谷地帶，通用語為巴賽語。